# Маракату
Маракату е афро-бразилски танц от областта Пернамбуку.
За първи път се споменава този танц 1711 година. Танца е ритуален и има за цел почит и поклон на коронясването на африканските крал и кралица от Конго. С течение на времето започва да се танцува не само от хората с африкански произход.
В танца участва шествие от 30 до 50 души като хореографията е разделена на малки групички. Всяка групичка танцьори има свой оркестър, който се състои предимно от перкусии. Танцът е доста мистичен. Някои движения напомнят на тези от религиозните танци на кандомблето.
Шествието се състои от знаменосец, придворна – жена, която носи кукла, символизираща краля и кралицата – най-важните в шествието поради коронясването им, роб който носи чадър, за да предпази краля и кралицата, други принцове, министри, придворни и богати, роби и перкусионисти.